# Funhouse Summer Carnival Tour
Funhouse Summer Carnival Tour – piąta trasa koncertowa amerykańskiej piosenkarki Pink. Trasa promowała jej piąty album Funhouse.

## Koncerty
| Data            | Miasto         | Państwo                             | Miejsce                       |
| --------------- | -------------- | ----------------------------------- | ----------------------------- |
| Europa          |                |                                     |                               |
| 29 maja 2010    | Kolonia        | Niemcy                              | RheinEnergieStadion           |
| 30 maja 2010    | Landgraaf      | Holandia                            | Megaland Landgaaf             |
| 2 czerwca 2010  | Heilbronn      | Niemcy                              | Frankenstadion                |
| 3 czerwca 2010  | Stadtallendorf | Niemcy                              | Hessentag Arena               |
| 5 czerwca 2010  | Innsbruck      | Austria                             | Olympiaworld Innsbruck        |
| 6 czerwca 2010  | Monachium      | Niemcy                              | Olympia Reitstadion Riem      |
| 8 czerwca 2010  | Berlin         | Niemcy                              | Stadion Olimpijski w Berlinie |
| 12 czerwca 2010 | Bolton         | Wielka Brytania                     | Reebok Stadium                |
| 13 czerwca 2010 | Newport        | Wielka Brytania                     | Seaclose Park                 |
| 16 czerwca 2010 | Belfast        | Wielka Brytania (Irlandia Północna) | Kings Hall, Belfast           |
| 19 czerwca 2010 | Dublin         | Irlandia                            | RDS Arena                     |
| 20 czerwca 2010 | Limerick       | Irlandia                            | Thomond Park                  |
| 23 czerwca 2010 | Swansea        | Wielka Brytania, (Walia)            | Liberty Stadium               |
| 24 czerwca 2010 | Coventry       | Wielka Brytania, (Anglia)           | Ricoh Arena                   |
| 26 czerwca 2010 | Glasgow        | Wielka Brytania, (Szkocja)          | Hampden Park                  |
| 27 czerwca 2010 | Alton          | Wielka Brytania                     | Alton Towers                  |
| 29 czerwca 2010 | Ipswich        | Wielka Brytania                     | Portman Road                  |
| 2 lipca 2010    | Londyn         | Wielka Brytania                     | Hyde Park                     |
| 3 lipca 2010    | Werchter       | Belgia                              | Werchter Festival Grounds     |
| 4 lipca 2010    | Arras          | Francja                             | Main Square Festival          |
| 8 lipca 2010    | Linz           | Austria                             | Linzer Stadion                |
| 10 lipca 2010   | Berno          | Szwajcaria                          | Stade de Suisse               |
| 20 lipca 2010   | Praga          | Czechy                              | Slavia Footbal Stadium        |